# Le Dernier Été (série)
Pour les articles homonymes, voir Dernier été.
Le Dernier Été (Son Yaz) est une telenovela turque produite par O3 Medya et diffusée par FOX entre le 1er janvier 2021 et le 16 octobre 2021. 
En France, le feuilleton a été remonté en 93 épisodes de 45 minutes et diffusé entre le 9 mars 2024 et le 17 août 2024 sur Novelas TV.

## Synopsis
Selim Kara, procureur du gouvernement fédéral, reçoit une offre totalement inattendue du chef de gang Selçuk Taşkın qu’il a poursuivi huit ans plus tôt. En effet, ce dernier lui propose d’être témoin à charge dans un procès visant à démanteler toute l’organisation criminelle, mais à une condition : Selim doit personnellement assurer la protection de son fils, Akgün Gökalp Taşkın.
Akgün Gökalp est un jeune homme fou et totalement incontrôlable, qui a choisi le même chemin que son père. Impliqué dans des sombres affaires, sa vie est en danger.
Pour des raisons de sécurité, Selim vit seul à Istanbul, tandis que sa femme Canan, sa fille Yağmur et son fils Altay vivent dans la région de Çeşme à Izmir. Pour des raisons familiales, Selim se voit obligé de se rendre à Çeşme or, ayant la charge du fils de Selçuk Taşkın, il n’a d’autre choix que de l’emmener avec lui.
Akgün Gökalp n’a absolument aucune intention de faire le voyage avec Selim. Mais quand il apprend que Selim est le procureur qui a arrêté et poursuivi son père il y a quelques années, les choses prennent une tout autre tournure…

## Distribution

### Rôles principaux
- Alperen Duymaz : Akgün Gökalp Taskin
- Ali Atay : Selim Kara
- Hafsanur Sancaktutan : Yagmur Kara
- Arif Piskin : Selcuk Taskin
- Sezer Koç :  Emel Yaman
- Halil Babür : Soner Sancaktar
- Yasemin Yazici : Naz Yaman
- Ata Nedim Arman : Altay Kara
- Cengiz Okuyucu : Ahmet Tunali
- Yunus Narin : Eray Durane
- Funda Eryigit : Canan Kara
- Sebnem Dönmez : Serap Gök
- Sinan Tuzcu : Metin Yaman
- Erdem Sanli : Kaan Gök
- Can Sarp Ikiler : Arda Ates
- Emre Karayel : Fatih Doganay
- Dilay Konuk : Barmaid
- Mehmet Tas : Bartender and waiter
- Olgun Toker : Gökhan Sen
- Birce Akalay : Sare Akay
- Zuhal Gencer : Kiymet Sancaktar
- Adam Bay : Cihan Sancaktar
- Onur Bay : Burak Sancaktar
- Yaprak Medine : Cemre Sancaktar
- Tayfun Sav : Yigit Mertoglu
- Ilda Ozgürel : Sevval Mertoglu

## Version française
La version française est assurée par Studio Plug-in au Maroc. 
Avec les voix d'Adrien Caminada, Martin Girard, Layla Hajji, Claire Staub, Abdellah Zelloufi, Hélène Tran, Emmanuelle Brindel, Eric Cuvelier, Michael Paolinetti, Nollane Charonnet, Sophie Pastrana, Ismail Boubakry, Gabriel Delmas et Jean-Albert Margaine.